# Tonino Valerii
Tonino Valerii (Montorio al Vomano, 20 de maio de 1934 – Roma, 13 de outubro de 2016) foi um diretor de cinema italiano mais conhecido por seus filmes Spaghetti western. 
Valerii iniciou sua carreira como assistente de direção do cineasta Sergio Leone no filme Por um Punhado de Dólares (1964), antes de seguir sua própria carreira de diretor. Entre seus filmes de maior sucesso estão: I giorni dell'ira (1967), Il prezzo del potere (1969), Una ragione per vivere e una per morire (1972) e Il mio nome è Nessuno (1973).
Morreu em 13 de outubro de 2016, aos 82 anos. 